# Elizabeth Kolbert
Elizabeth Kolbert, född 1961, är en amerikansk journalist och författare. Hon är mest känd för sitt Pulitzerprisvinnande verk Det sjätte utdöendet.

## Biografi
Kolbert är ursprungligen från New York. Efter att ha studerat litteraturvetenskap på Yale University i tre års tid fick hon år 1983 stipendiet Fulbright Scholarship, för att kunna fortsätta sina studier på Universität Hamburg.
Hennes bok The Sixth Extinction (2015, på svenska som Det sjätte utdöendet), belönades med Pulitzerpriset för skönlitteratur.
Kolbert är fast anställd skribent på The New Yorker, med fokus på miljö och hållbarhet.

## Utmärkelser
- National Magazine Award (2006)
- National Magazine Award (2010)
- Heinz Awards (2010)
- Pulitzerpriset (2015)